# Gene Geimer
Gene Geimer (St. Louis, Misuri; 31 de enero de 1949) es un exfutbolista estadounidense que se desempeñaba como delantero que pasó siete temporadas en la North American Soccer League y una en la Major Indoor Soccer League. En 2003, la Universidad de San Luis lo incorporó al Salón de la Fama.

## Trayectoria
El St. Louis Stars de la North American Soccer League (NASL) lo fichó y jugó con el equipo durante cinco temporadas. En 1972, los Stars fueron al Soccer Bowl solo para caer ante el New York Cosmos.
Al final de la campaña de 1975, los Stars lo cambiaron a Boston Minutemen. Comenzó la temporada de 1976 con Boston, pero fue cambiado al Chicago Sting después de diez juegos.
En 1978, se unió al Cincinnati Kids para la primera temporada de una nueva liga de fútbol sala, la Major Indoor Soccer League (MISL). Estableció un récord de temporada regular con siete goles en un partido, un récord que luego batió Steve Zungul.

## Selección nacional
Jugó su primer partido internacional con Estados Unidos en la derrota del 20 de agosto de 1972 ante Canadá. Anotó en su segundo partido nueve días después, cuando empató el mismo rival 2-2 con goles de él y Willy Roy.

### Participaciones en clasificatorias
| Clasif.              | Sede   | Resultado | Part. | Goles |
| -------------------- | ------ | --------- | ----- | ----- |
| Clasif. Mundial 1974 | Varias | Eliminado | 4     | 2     |

## Clubes
| Club                    | País           | Año       |
| ----------------------- | -------------- | --------- |
| St. Louis Stars         | Estados Unidos | 1971-1975 |
| Boston Minutemen        | Estados Unidos | 1976      |
| Chicago Sting           | Estados Unidos | 1976-1977 |
| Indianapolis Daredevils | Estados Unidos | 1978-1979 |
| Cincinnati Kids         | Estados Unidos | 1979      |